# J. C. Heard
James Charles Heard (10 de agosto de 1917 - 27 de septiembre de 1988) fue un baterista estadounidense de swing, bop y blues.

## Biografía
Nació en Dayton, Ohio y se crio en Detroit, Míchigan. Cuando era niño, actuó como bailarín de claqué en concursos de aficionados y espectáculos de vodevil.  Alrededor de los 11 años, Heard comenzó a centrarse en la batería.  Comenzó a aprender a tocar por sí mismo y luego tomó lecciones como estudiante en Cass Technical High School. Sus padres apoyaron su interés y lo llevaron a ver a importantes artistas que realizaban giras por lugares musicales de Detroit. Más tarde describiría ver tocar a Chick Webb en 1937 como una experiencia formativa. 
Se convirtió en un protegido del baterista Jo Jones, y a través de él conoció y se sentó con Count Basie.  Con la ayuda de Jones, Heard consiguió su primer trabajo profesional con la banda de Teddy Wilson en 1939.  Tocaron en el Golden Gate Ballroom de Harlem y en el Roseland Ballroom, y grabaron para Columbia.  Después de la ruptura de la banda de Wilson, pasó a actuar en bandas lideradas por Benny Carter, Louis Jordan, Louis Armstrong, Benny Goodman, Duke Ellington, Woody Herman y Dizzy Gillespie.  También actuó en importantes festivales de jazz y tocó junto a Roy Eldridge y Charlie Parker. 
El estilo de Heard era un híbrido de swing y bop.  Era conocido por sus técnicas innovadoras y el duro swing que aportaría a bandas tanto grandes como pequeñas.  Grabó con Charles Mingus, Ray Brown, Billie Holiday, Ray Charles, Nat King Cole, Dinah Washington, Lena Horne y Sarah Vaughan.   También dirigió sus propias bandas, incluido un quinteto que tocó en el Café Society y un trío con Erroll Garner y Oscar Pettiford.  Actuó como miembro destacado de la banda de Cab Calloway de 1942 a 1945.  Como miembro de la banda Calloway, apareció en varias películas de Hollywood, incluida Stormy Weather (1943). 
Realizó una gira con Jazz at the Philharmonic de Norman Granz en la década de 1950.  Después de un exitoso compromiso en Japón en 1953, permaneció en el país durante varios años para actuar y enseñar.  Se convirtió en mentor de jóvenes músicos como Izumi Yukimura, George Kawaguchi y Franky Sakai. También conoció y se casó con su esposa Hiroko mientras vivía en Japón. 
Después de regresar a Nueva York en 1957, tocó con el Quinteto Coleman Hawkins - Roy Eldridge y con el trío de Teddy Wilson. En 1966, se mudó a Detroit, donde fue director de banda y mentor de músicos más jóvenes.  En 1983, volvió a grabar un álbum como líder, acompañado por el saxofonista George Benson, el pianista Claude Black y Dave Young en el bajo. En 1981, Heard fundó una big band de 13 integrantes que tocaba en todo el estado y en festivales, a menudo con Dizzy Gillespie y otros colegas. Este grupo grabó en 1986 y continuó actuando regularmente hasta su muerte. 
Murió de un ataque cardíaco a la edad de 71 años en Royal Oak, Míchigan.  Su legado se honra con una competencia anual de percusión de jazz que se lleva a cabo como parte del Festival de Jazz de Detroit. 

## Discografía

### Como líder o colíder
- 1956: Calypso For Dancing (Philips (Australia))
- 1958: This is Me, J. C. Heard (Argo)
- 1964: Live At The Lighthouse 1964 (Fresh Sound) con Bill Perkins
- 1983: The Detroit Jazz Tradition - Alive & Well (Parkwood)
- 1986: Some of This, Some of That! - JC Heard Orchestra (Hiroko)
- 1988: Mr. B. con J.C. Heard - Partners in Time - con George Benson (Blind Pig Records)
- 1980s: J.C. Heard Featuring Charlie Gabriel and Friends (Gabriel Historical Society)

### Como acompañante
Con Toshiko Akiyoshi
- Toshiko's Piano (Norgaran, 1953)

Con Gene Ammons
- Nice an' Cool (Moodsville, 1961)
- Jug (Prestige, 1961)

Con Shorty Baker y Doc Cheatham
- Shorty &amp; Doc (Swingville, 1961)

Con Benny Carter
- Cosmopolite (Norgran, 1952 [1955])

Con Doc Cheatham
- Hey Doc! (Black & Blue, 1975)

Con Arnett Cobb
- Sizzlin' (Prestige, 1960)
- Ballads by Cobb (Moodsvile, 1960)

Con Roy Eldridge
- Rockin' Chair (Clef, 1951)

Con Bud Freeman
- The Bud Freeman All-Stars featuring Shorty Baker (Swingville, 1960) con Shorty Baker

Con Dizzy Gillespie
- Dizzy Gillespie and Stuff Smith (Verve, 1957)
- Sittin' In (Verve, 1957)

Con Al Gray
- Al Grey Featuring Arnett Cobb (Black & Blue, 1977)

Con Norman Granz
- Norman Granz' Jam Session, #1 (Clef MGC 601) this and the following album features Benny Carter, Johnny Hodges, Charlie Parker, Ben Webster and others
- Norman Granz' Jam Session, #2 (Clef MGC 602)

Con Johnny Hodges
- In a Tender Mood (Norgran, 1952 [1955])
- The Blues (Norgran, 1952–54, [1955])

Con Claude Hopkins
- Let's Jam (Swingville, 1961) con Buddy Tate y Joe Thomas

Con Illinois Jacquet
- Illinois Jacquet Quartet (Storyville, 1978)
- God Bless My Solo (Black & Blue, 1978)

Con Ellis Larkins
- A Smooth One (Black & Blue, 1977)

Con Howard McGhee
- Howard McGhee and Milt Jackson (Savoy, 1948 [1955])

Con Oscar Peterson
- JATP Lausanne 1953 (TCB 02152, 1953)
- Lausanne 1953 (TCB 02162, 1953)

Con Sammy Price
- Fire (Black & Blue, 1975)
- Rockin' Boogie (Black & Blue, 1975)

Con Ike Quebec
- Ike Quebec 1944-1946 (Classics)

Con Al Sears
- Las Cosas Ya No Son Lo Que Solían Ser (Swingville, 1961) como parte del Prestige Swing Festival

Con Sir Charles Thompson
- Sir Charles Thompson y el órgano oscilante (Columbia, 1959)

Con Mary Lou Williams
- The Zodiac Suite (Vintage Jazz Classics, 1945)

Con Teddy Wilson
- Piano Moods (Columbia, 1950)
- Soft Moods (Clef, 1953)

Con John Wright
- Nice 'n' Tasty (Prestige, 1961)

Con Lester Young
- Lester Young con the Oscar Peterson Trio (Norgran, 1952)